# How Do You Do!
«How Do You Do!» (с англ. — «Как поживаешь?») — поп-рок песня шведского поп-дуэта Roxette. Она была выпущена в качестве главного сингла с их четвертого студийного альбома Tourism 3 июля 1992 года. Видеоклип транслировался в перерывах финала чемпионата Европы по футболу 1992. Трек имел коммерческий успех, возглавив национальные чарты в Норвегии и Испании. Он также занял второе место в нескольких странах, включая Австрию, Бельгию, Финляндию, Германию, Нидерланды, Швецию и Швейцарию. Во многих странах она удерживалась на первом месте благодаря песне Dr. Alban «It's My Life».

## Критика
Редактор AllMusic, Брайан Басс в своем обзоре на альбом Tourism написал:

 «How Do You Do!» — это прекрасно представленная поп-песня, яркая и солнечная, как лето.
Ларри Флик из Billboard описал эту песню как бодрый, привязанный к гитаре, трек .

## Каверы
В 2005 году немецкая группа Cascada выпустила кавер-версию песни в качестве третьего сингла с их дебютного альбома Everytime We Touch. Эта версия вошла в первую полусотню Топ-40 Ö3 Austria, но не попала в другие чарты.

## Чарты
| Чарт (1992)                          | Высшая позиция |
| ------------------------------------ | -------------- |
| Австралия (ARIA)                     | 13             |
| Австрия (Ö3 Austria Top 40)          | 2              |
| Бельгия/Фландрия (Ultratop 50)       | 2              |
| Канада (RPM Top Singles)             | 12             |
| Дания (IFPI)                         | 2              |
| Европа, European Hot 100 (Billboard) | 3              |
| Финляндия (Suomen virallinen lista)  | 2              |
| Германия (GfK)                       | 2              |
| Ирландия (IRMA)                      | 15             |
| Нидерланды (Dutch Top 40)            | 2              |
| Нидерланды (Single Top 100)          | 2              |
| Новая Зеландия (Recorded Music NZ)   | 37             |
| Норвегия (VG-lista)                  | 1              |
| Польша (ZPAV)                        | 5              |
| Испания (AFYVE)                      | 1              |
| Швеция (Sverigetopplistan)           | 2              |
| Швейцария (Schweizer Hitparade)      | 2              |
| Великобритания (OCC UK Singles)      | 13             |
| США (Billboard Hot 100)              | 58             |
| США (Billboard Pop Airplay)          | 34             |
| США (Billboard Radio Songs)          | 70             |

| Чарт (1992)                         | Позиция в чарте |
| ----------------------------------- | --------------- |
| Australian Singles (ARIA)           | 50              |
| Austrian Singles (Ö3)               | 19              |
| Belgian Singles (Ultratop Flanders) | 7               |
| Canadian Singles (RPM)              | 88              |
| Dutch Singles (Top 40)              | 15              |
| Dutch Singles (Top 100)             | 31              |
| European Singles (Music & Media)    | 6               |
| German Singles (GfK)                | 11              |
| Swiss Singles (Schweizer Hitparade) | 10              |

## Сертификации
| Регион                                                      | Сертификация | Продажи |
| ----------------------------------------------------------- | ------------ | ------- |
| Австралия (ARIA)                                            | Золотой      | 35 000^ |
| Швеция (GLF)                                                | Платиновый   | 50 000^ |
| ^ Данные о тиражах приведены только на основе сертификации. |              |         |